# Limnophora paraleptopus
Limnophora paraleptopus är en tvåvingeart som beskrevs av Zielke 1971. Limnophora paraleptopus ingår i släktet Limnophora och familjen husflugor. Inga underarter finns listade i Catalogue of Life.